# 대한민국 형법 제38조
대한민국 형법 제38조는 경합범과 처벌례에 대한 형법총칙의 조문이다.

## 조문
제38조(경합범과 처벌례) ① 경합범을 동시에 판결할 때에는 다음의 구별에 의하여 처벌한다.

1. 가장 중한 죄에 정한 형이 사형 또는 무기징역이나 무기금고인 때에는 가장 중한 죄에 정한 형으로 처벌한다.

2. 각 죄에 정한 형이 사형 또는 무기징역이나 무기금고 이외의 동종의 형인 때에는 가장 중한 죄에 정한 장기 또는 다액에 그 2분의 1까지 가중하되 각 죄에 정한 형의 장기 또는 다액을 합산한 형기 또는 액수를 초과할 수 없다. 단 과료와 과료, 몰수와 몰수는 병과할 수 있다.

3. 각 죄에 정한 형이 무기징역이나 무기금고 이외의 이종의 형인 때에는 병과한다.
② 전항 각호의 경우에 있어서 징역과 금고는 동종의 형으로 간주하여 징역형으로 처벌한다.

第38條(競合犯과 處罰例) ① 競合犯을 同時에 判決할 때에는 다음의 區別에 依하여 處罰한다.

1. 가장 重한 罪에 定한 刑이 死刑 또는 無期懲役이나 無期禁錮인 때에는 가장 重한 罪에 定한 刑으로 處罰한다.

2. 各 罪에 定한 刑이 死刑 또는 無期懲役이나 無期禁錮 以外의 同種의 刑인 때에는 가장 重한 罪에 定한 長期 또는 多額에 그 2分의 1까지 加重하되 各 罪에 定한 刑의 長期 또는 多額을 合算한 刑期 또는 額數를 超過할 수 없다. 但 科料와 科料, 沒收와 沒收는 倂科할 수 있다.

3. 各 罪에 定한 刑이 無期懲役이나 無期禁錮 以外의 異種의 刑인 때에는 倂科한다.

②前項 各號의 境遇에 있어서 懲役과 禁錮는 同種의 刑으로 看做하여 懲役刑으로 處罰한다.

## 판례
- 아직 판결을 받지 아니한 수개의 죄가 판결 확정을 전후하여 저질러진 경우 판결 확정 전에 범한 죄를 이미 판결이 확정된 죄와 동시에 판결할 수 없었던 경우라고 하여 마치 확정된 판결이 존재하지 않는 것처럼 그 수개의 죄 사이에 형법 제37조 전단의 경합범 관계가 인정되어 형법 제38조가 적용된다고 볼 수도 없으므로, 판결 확정을 전후한 각각의 범죄에 대하여 별도로 형을 정하여 선고할 수밖에 없다.[1]
- 금고형과 징역형을 선택하여 경합범 가중을 하는 경우에는 형법 제38조 제2항에 따라 금고형과 징역형을 동종의 형으로 간주하여 징역형으로 처벌하여야 한다.[2]

1. ↑  대법원 2014. 3. 27. 선고 2014도469
2. ↑  대법원 2013. 12. 12. 선고 2013도6608